# Гонглавкі
Гонглавкі (пол. Gągławki, нім. Ganglau) — село в Польщі, у гміні Ставігуда Ольштинського повіту Вармінсько-Мазурського воєводства.
Населення — 276 осіб (2011).

## Демографія
Демографічна структура станом на 31 березня 2011 року:
|          | Загалом | Допрацездатний вік | Працездатний вік | Постпрацездатний вік |
| -------- | ------- | ------------------ | ---------------- | -------------------- |
| Чоловіки | 134     | 27                 | 98               | 9                    |
| Жінки    | 142     | 30                 | 89               | 23                   |
| Разом    | 276     | 57                 | 187              | 32                   |